# تیم ملی کریکت زیر ۱۹ سال افغانستان
تیم ملی کریکت زیر ۱۹ سال افغانستان (انگلیسی: Afghanistan national under-19 cricket team) نماینده کشور افغانستان در کریکت بین المللی زیر ۱۹ سال است.
تیم ملی کریکت زیر ۱۹ سال افغانستان هفت بار به جام جهانی کریکت زیر ۱۹ سال راه یافته است. اولین تورنمنت این تیم جام جهانی ۲۰۱۰ در نیوزیلند بود که با نایب قهرمانی ایرلند در مسابقات مقدماتی جام جهانی ۲۰۰۹ به آن رسیدند و توانستند برای جام جهانی بعدی مجوز کسب کنند. اگرچه این تیم در اولین تورنمنت خود در سال ۲۰۱۰ در جایگاه شانزدهم و آخر قرار گرفت،  ولی این تیم به سرعت به یکی از تیم های پیشرو زیر ۱۹ سال آسیا تبدیل شد. افغانستان در جام جهانی ۲۰۱۴ امارات در رده هفتم قرار گرفت و رکورد جدیدی را برای بهترین نتیجه توسط یکی از اعضای وابسته ICC (که با نامیبیا در سال ۲۰۱۶ برابری کرد) به ثبت رساند. افغانستان پس از عضویت کامل ICC، به نیمه نهایی جام جهانی ۲۰۱۸ در نیوزیلند راه یافت.
این تیم در سال ۲۰۱۷ با شکست پاکستان در فینال قهرمان مسابقات شد. افغانستان همچنین گاه به گاه بازی‌های دوجانبه و دوستانه را در مقابل سایر تیم‌های زیر ۱۹ سال آسیا انجام می‌دهد.
این تیم در جام جهانی زیر ۱۹ سال ۲۰۲۲ به نیمه‌نهایی رسید و در آنجا مغلوب انگلیس شد.

## تاریخچه
این تیم در جام جهانی کریکت زیر ۱۹ سال ۲۰۱۰ در نیوزیلند بازی کرد. افغانستان در گروه A با انگلیس، هنگ کنگ و هند قرار گرفت. افغانستان در این جام جهانی یک قاشق چوبی گرفت.
افغانستان در جام جهانی کریکت زیر ۱۹ سال ۲۰۱۲ بازی کرد. آنها مقابل پاکستان، نیوزلند و اسکاتلند بازی کردند.
افغانستان به جام جهانی کریکت زیر ۱۹ سال ۲۰۱۴ راه یافته بود.افغانستان در گروه B مقابل استرالیا، بنگلادش و نامیبیا قرار گرفتند که آنها را شکست داد و به مرحله بعد راه یافتند و در آنجا به آفریقای جنوبی باخت.

### جام ملت های آسیا
این تیم به نیمه‌نهایی جام ملت‌های آسیا زیر ۱۹ سال ۲۰۱۶ راه یافت. که به هند با ۷۷ ران باخت. در مرحله لیگ این مسابقات، افغانستان در اولین بازی خود در مقابل بنگلادش شکست خورد.